# 新泾公园
新泾公园位于中華人民共和國上海市长宁区天山西路455号（北门），始建于2001年，2002年4月20日建成开放，占地2.23万平方米，内有羽毛球、篮球场地儿童滑梯，绿化面积达百分之80，植树节可在园内认养绿化，公园建成后改写了周围无3000平方米以上大型绿地的历史。公园经历过多次改造，上海世博会期间增种了树木、2015年增加了舞池广场的民俗元素戏剧脸谱，2017年改造后，添加了红枫、羽毛枫、银杏等秋色叶树种。公园同时還作为长宁区新泾镇的应急避难场所。